# Lista över sånger inspelade av Elvis Presley
Detta är en alfabetisk lista över sånger framförda eller inspelade av Elvis Presley. De allra flesta sångerna har skrivits av andra än sångaren själv.

## A
- "A Big Hunk o' Love"
- "A Boy Like Me, A Girl Like You"
- "A Cane and a High Starched Collar"
- "Adam and Evil"
- "A Dog's Life"
- "A Fool Such as I"
- "After Loving You"
- "A House That Has Everything"
- "A Hundred Years from Now"
- "Ain't That Loving You Baby"
- "A Little Bit of Green"
- "A Little Less Conversation"
- "Allá en el Rancho Grande"
- "All I Needed Was the Rain"
- "All Shook Up"
- "All That I Am"
- "Alright, Okay, You Win"
- "Almost"
- "Almost Always True"
- "Almost in Love"
- "Aloha ’Oe"
- "Always on My Mind"
- "Amazing Grace"
- "Amen"
- "America the Beautiful"
- "A Mess of Blues"
- "Am I Ready"
- "An American Trilogy"
- "And I Love You So"
- "And the Grass Won't Pay No Mind"
- "An Evening Prayer"
- "Angel"
- "Animal Instinct"
- "Any Day Now"
- "Anyone (Could Fall in Love with You)"
- "Anyplace Is Paradise"
- "Anything That's Part of You"
- "Any Way You Want Me (That's How I Will Be)"
- "Apron Strings"
- "Are You Lonesome Tonight?"
- "Are You Sincere"
- "Ask Me"
- "As Long As I Have You"
- "A Thing Called Love"
- "At the End of the Road"
- "At the Hop"
- "Aubrey"
- "Auld Lang Syne"
- "A Whistling Tune"
- "A World of Our Own"

## B
- "Baby Don't Ya Know"
- "Baby I Don't Care"
- "Baby If You'll Give Me All of Your Love"
- "Baby Lets Play House"
- "Baby, What's Wrong?"
- "Baby What You Want Me to Do"
- "Barefoot Ballad"
- "Beach Boy Blues"
- "Beach Shack"
- "Because of Love"
- "Beginner's Luck"
- "Beyond the Bend"
- "Beyond the Reef"
- "Big Boots"
- "Big Boss Man"
- "Big Love Big Heartache"
- "Bitter They Are Harder They Fall"
- "Black Star"
- "Blessed Jesus Hold My Hand"
- "Blowin' in the Wind"
- "Blueberry Hill"
- "Blue Christmas"
- "Blue Eyes Crying in the Rain"
- "Blue Hawaii"
- "Blue Moon"
- "Blue Moon of Kentucky"
- "Blue River"
- "Blue Suede Shoes"
- "Bosom of Abraham"
- "Bossa Nova Baby"
- "Bridge over Troubled Water"
- "Bringing It Back"
- "Britches"
- "Brown Eyed Handsome Man"
- "Burning Love"
- "By and By"
- "By the Time I Get to Phoenix"

## C
- "Can't Help Falling in Love"
- "Carny Town"
- "Catching On Fast"
- "Cattle Call/Yodel"
- "Change of Habit"
- "Charro"
- "Chesay"
- "Cindy Cindy"
- "City by Night"
- "Clambake"
- "Clean up Your Own Backyard"
- "C'mon Everybody"
- "Come Along"
- "Come What May"
- "Confidence"
- "Cotton Candy Land"
- "Cottonfields"
- "Could I Fall in Love"
- "Crawfish"
- "Crazy Arms"
- "Cross My Heart and Hope to Die"
- "Crying in the Chapel"
- "Crying Time"

## D
- "Dainty Little Moonbeams"
- "Danny"
- "Danny Boy"
- "Dark Moon"
- "Datin'"
- "Dear Lord"
- "Didja' Ever"
- "Dirty, Dirty Feeling"
- "Dixieland Rock"
- "Doin' the Best I Can"
- "Dominic"
- "Doncha' Think It's Time"
- "Do Not Disturb"
- "Don't"
- "Don't Ask Me Why"
- "Don't Be Cruel"
- "Don't Cry Daddy"
- "Don't Forbid Me"
- "Don't Leave Me Now"
- "Don't Think Twice, It's All Right"
- "Do the Clam"
- "Do the Vega"
- "Double Trouble"
- "Down by the Riverside"
- "Down in the Alley"
- "Do You Know Who I Am?"
- "Drums of the Islands"

## E
- "Early Morning Rain"
- "Earth Angel"
- "Earth Boy"
- "Easy Come Easy Go"
- "Echoes of Love"
- "Edge of Reality"
- "El Paso"
- "El Toro"
- "Everybody Come Aboard"
- "Every Effort has Been Made"

## F
- "Faded Love"
- "Fairytale"
- "Fame and Fortune"
- "Farther Along"
- "Fever"
- "Finders Keepers Losers Weepers"
- "Find Out What's Happening"
- "Fire Down Below"
- "First in Line"
- "500 Miles"
- "Five Sleepy Heads"
- "Flaming Star"
- "Flip, Flop and Fly"
- "Folsom Prison Blues"
- "Follow That Dream"
- "Fool"
- "Fool Fool Fool"
- "Fools Fall in Love"
- "Fools Rush In (Where Angels Fear to Tread)"
- "Forget Me Never"
- "For Ol' Time's Sake"
- "For the Good Times"
- "For the Heart"
- "For the Millionth and the Last Time"
- "Fort Lauderdale Chamber of Commerce"
- "Fountain of Love"
- "Frankfort Special"
- "Frankie and Johnny"
- "Frog Went A-Courting"
- "From a Jack to a King"
- "Funny How Time Slips Away"
- "Fun in Acapulco

## G
- "Gentle on My Mind"
- "Gently"
- "Ghost Riders in the Sky"
- "G.I. Blues"
- "Girl Happy"
- "Girl Next Door Went A Walking"
- "Girl of Mine"
- "Girls! Girls! Girls!"
- "Give Me the Right"
- "Go East Young Man"
- "God Calls Me Home"
- "Gods Gonna Cut 'Em Down"
- "Goin' Home"
- "Golden Coins"
- "Gonna Get Back Home Somehow"
- "Good Luck Charm"
- "Good Rocking Tonight"
- "Good Time Charlie's Got the Blues"
- "Got a Lot o' Living to Do"
- "Got My Mojo Working"
- "Green Green Grass of Home"
- "Guadalajara"
- "Guitar Boogie"
- "Guitar Man"

## H
- "Hands Off/ Keep Your Hands Off of it"
- "Happy Birthday to You"
- "Happy Ending"
- "Happy, Happy Birthday, Baby"
- "Harbor Lights"
- "Hard Headed Woman"
- "Hard Knocks"
- "Hard Luck"
- "Harem Holiday"
- "Hava Nagila"
- "Have a Happy"
- "Have I Told You Lately That I Love You?"
- "Hawaiian Sunset"
- "Hawaiian Wedding Song"
- "He"
- "Heartbreak Hotel"
- "Heart of Rome"
- "Hearts of Stone"
- "He Is My Everything"
- "He Knows Just What I Need"
- "He'll Have to Go"
- "Help Me"
- "Help Me Make It Through the Night"
- "Here Comes Santa Claus"
- "He's Your Uncle Not Your Dad"
- "He Touched Me"
- "Hey Little Girl"
- "Hey, Hey, Hey"
- "Hey Jude"
- "Hide Thou Me"
- "Hi Heel Sneakers"
- "His Hand In Mine"
- "His Latest Flame"
- "Holly Leaves and Christmas Trees"
- "Home Is Where the Heart Is"
- "Hot Dog"
- "Hound Dog"
- "House of Sand"
- "How Can You Lose What You Never Had"
- "How Do You Think I Feel"
- "How Great Thou Art"
- "How's the World Treating You"
- "How the Web Was Woven"
- "How Would You Like to Be"
- "Hurt"
- "Husky Dusky Day"

## I
- "I Ain't About to Sing"
- "I Apologize"
- "I Asked the Lord (He's Only a Prayer Away)"
- "I Beg of You"
- "I Believe"
- "I Believe in the Man in the Sky"
- "I Can Help"
- "I Can't Help it (If I'm Still in Love with You)"
- "I Can't Stop Loving You"
- "I Didn't Make It On Playing Guitar"
- "I Don't Care If the Sun Don't Shine"
- "I Don't Wanna Be Tied"
- "I Don't Want To"
- "I Feel So Bad"
- "I Feel That I've Known You Forever"
- "If Every Day Was Like Christmas"
- "If I Can Dream"
- "If I Get Home on Christmas Day"
- "If I Loved You"
- "If I'm a Fool (For Loving You)"
- "If I Were You"
- "I Forgot to Remember to Forget"
- "If That Isn't Love"
- "If the Lord Wasn't Walking by My Side"
- "If We Never Meet Again"
- "If You Don't Come Back"
- "If You Love Me Let Me Know"
- "If You Talk in Your Sleep"
- "If You Think I Don't Need You"
- "I Got a Feeling in My Body"
- "I Got a Woman"
- "I Got Lucky"
- "I Got Stung"
- "I Gotta Know"
- "I Hear a Sweet Voice Calling"
- "I, John"
- "I Just Can't Help Believing"
- "I Just Can't Make It By Myself"
- "I'll Be Back"
- "I'll Be Home for Christmas"
- "I'll Be Home on Christmas Day"
- "I'll Be There"
- "I'll Hold You in My Heart"
- "I'll Never Fall in Love Again"
- "I'll Never Know"
- "I'll Never Let You Go (Little Darlin')"
- "I'll Never Stand in Your Way"
- "I'll Remember You"
- "I'll Take Love"
- "I'll Take You Home Again, Kathleen"
- "I Love Only One Girl"
- "I Love You Because"
- "I'm a Roustabout
- "I'm Beginning to Forget You"
- "I'm Comin' Home"
- "I'm Counting on You"
- "I Met Her Today"
- "I'm Falling in Love Tonight"
- "I'm Gonna Bid My Blues Goodbye"
- "I'm Gonna Sit Right Down and Cry over You"
- "I'm Gonna Walk Dem Golden Stairs"
- "I Miss You"
- "I'm Leavin'"
- "I'm Leaving It up to You"
- "I'm Left, You're Right, She's Gone"
- "I'm Moving On"
- "I'm Not the Marrying Kind"
- "I'm So Lonesome I Could Cry"
- "I'm in a Crowd But Oh, So Alone"
- "I'm Yours"
- "Indescribably Blue"
- "I Need Somebody to Lean On"
- "I Need Your Love Tonight"
- "I Need Your Loving Everyday"
- "I Need You So"
- "Inherit the Wind"
- "In My Father's House"
- "In My Way"
- "In the Garden"
- "In the Ghetto"
- "In Your Arms"
- "I Really Don't Want to Know"
- "I Shall Be Released"
- "I Shall Not Be Moved"
- "Is It So Strange"
- "Island of Love"
- "I Slipped I Stumbled I Fell"
- "It Ain't No Big Thing But It's Growing"
- "It Feels So Right"
- "I Think I'm Gonna Like It Here"
- "It Hurts Me"
- "It Is No Secret (What God Can Do)"
- "It Keeps Right On A-Hurtin'"
- "Ito Eats"
- "It's a Matter of Time"
- "It's a Sin"
- "It's a Sin to Tell a Lie"
- "It's a Wonderful World"
- "It's Been So Long Darling"
- "It's Carnival Time"
- "It's Different Now"
- "It's Easy for You"
- "It's Impossible"
- "It's Midnight"
- "It's No Fun Being Lonely"
- "It's Now or Never"
- "It's Only Love"
- "It's Over"
- "It's Still Here"
- "It's Your Baby You Rock It"
- "It Won't Be Long"
- "It Won't Seem Like Christmas (Without You)"
- "It Wouldn't Be the Same without You"
- "I Understand Just How You Feel"
- "I've Been Blue"
- "I've Got a Thing About You Baby"
- "I've Got Confidence"
- "I've Got to Find My Baby"
- "I've Lost You"
- "I Walk the Line"
- "I Want to Be Free"
- "I Want You, I Need You, I Love You"
- "I Want You with Me"
- "I Was Born About Ten Thousand Years Ago"
- "I Washed My Hands In Muddy Water"
- "I Was the One"
- "I Will Be Home Again"
- "I Will Be True"
- "I Wonder, I Wonder, I Wonder"

## J
- "Jailhouse Rock"
- "Jambalaya"
- "Jesus Walked That Lonesome Valley"
- "Johnny B. Goode"
- "Joshua Fit the Battle"
- "Judy"
- "Just a Closer Walk with Thee"
- "Just a Little Bit"
- "Just a Little Talk with Jesus"
- "Just Because"
- "Just Call Me Lonesome"
- "Just for Old Time Sake"
- "Just Pretend"
- "Just Tell Her Jim Said Hello"

## K
- "Keeper of the Key"
- "Kentucky Rain"
- "Killing Me Softly"
- "King Creole"
- "King of the Whole Wide World"
- "Kismet"
- "Kissin' Cousins"
- "Kissin' Cousins (Number 2)"
- "Kiss Me Quick"
- "Known Only to Him"
- "Ku U I Po"

## L
- "Lady Madonna"
- "Lawdy Miss Clawdy"
- "Lead Me Guide Me"
- "Let It Be Me"
- "Let Me"
- "Let Me Be the One"
- "Let Me Be There"
- "(Let Me Be Your) Teddy Bear"
- "Let's Be Friends"
- "Let's Forget About the Stars"
- "Let Us Pray"
- "Let Yourself Go"
- "Life"
- "Life Story"
- "Like a Baby"
- "Listen to the Bells"
- "Little Cabin on the Hill"
- "Little Darlin'"
- "Little Egypt"
- "Little Mama"
- "Little Sister"
- "Lonely Man"
- "Lonesome Cowboy"
- "Long Black Limousine"
- "Long Legged Girl (With the Short Dress On)"
- "Long Lonely Highway"
- "Long Tall Sally"
- "Look Out Broadway"
- "Love Coming Down"
- "Love Letters"
- "Love Me"
- "Love Me Love the Life I Lead"
- "Love Me Tender"
- "Love Me Tonight"
- "Love Song of the Year"
- "Lovely Mamie"
- "Lover Doll"
- "Lovin' Arms"
- "Loving You"

## M
- "MacArthur Park"
- "Make Believe"
- "Make Me Know It"
- "Make the World Go Away"
- "Mama"
- "Mama Liked the Roses"
- "Mansion Over the Hilltop"
- "Marguerita"
- "Mary In the Morning"
- "Mary Lou Brown"
- "Maybellene"
- "Mean Woman Blues"
- "Memories"
- "Memphis Tennessee"
- "Men with Broken Hearts"
- "Merry Christmas Baby"
- "Mexico"
- "Mickey Mouse Club March"
- "Milkcow Blues Boogie"
- "Milky White Way"
- "Mine"
- "Miracle of the Rosary"
- "Mirage"
- "Mona Lisa"
- "Money Honey"
- "Moody Blue"
- "Moonlight Sonata"
- "Moonlight Swim"
- "More"
- "Mr. Songman"
- "My Babe"
- "My Baby Left Me"
- "My Baby's Gone"
- "My Boy"
- "My Country Tis of Thee"
- "My Desert Serenade"
- "My Happiness"
- "My Heart Cries for You"
- "My Little Friend"
- "Mystery Train"
- "My Way"
- "My Wish Came True"

## N
- "Never Again"
- "Never Been to Spain"
- "Never Ending"
- "Never Say Yes"
- "New Orleans"
- "Night Life"
- "Night Rider"
- "No More"
- "No Room to Rhumba in a Sports Car"
- "Nothingville"
- "Number Eight"

## O
- "O Come All Ye Faithful"
- "Oh Happy Day"
- "Oh How I Love Jesus"
- "Old McDonald"
- "Old Shep"
- "O Little Town of Bethlehem"
- "On a Snowy Christmas Night"
- "Once Is Enough"
- "One Boy Two Little Girls"
- "One Broken Heart for Sale"
- "One Night"
- "One Night of Sin"
- "One-sided Love Affair"
- "One Track Heart"
- "Only Believe"
- "Only the Strong Survive"
- "On the Jericho Road"
- "On Top of Old Smokey
- "Out of Sight Out of Mind"

## P
- "Padre"
- "Paradise Hawaiian Style"
- "Paralyzed"
- "Party"
- "Patch It Up"
- "Peace in the Valley"
- "Peter Gunn"
- "Petunia, the Gardener’s Daughter"
- "Pieces of My Life"
- "Plantation Rock"
- "Playing for Keeps"
- "Please Don't Drag That String Around"
- "Please Don't Stop Loving Me"
- "Pledging My Love"
- "Pocketful of Rainbows"
- "Poison Ivy League"
- "Polk Salad Annie"
- "Poor Boy"
- "Poor Man's Gold"
- "Portrait of My Love"
- "Power of My Love"
- "Promised Land"
- "Proud Mary"
- "Puppet on a String"
- "Put the Blame on Me"
- "Put Your Hand in the Hand"

## Q
- "Queenie Wahine's Papaya"

## R
- "Rags to Riches"
- "Raindrops Keep Falling on My Head"
- "Raised on Rock"
- "Rare"
- "Reach Out to Jesus"
- "Ready Teddy"
- "Reconsider Baby"
- "Relax"
- "Release Me"
- "Return to Sender"
- "Riding the Rainbow"
- "Rip It Up"
- "Rock-a-Hula Baby"
- "Roses Are Red"
- "Roustabout"
- "Rubberneckin'"
- "Runaway"
- "Run On"

## S
- "San Antonio Rose"
- "Sand Castles"
- "Santa Bring My Baby Back to Me"
- "Santa Claus Is Back in Town"
- "Santa Lucia"
- "Saved"
- "School Days"
- "Scratch My Back"
- "Seeing Is Believing"
- "See See Rider"
- "Send Me Some Lovin'"
- "Sentimental Me"
- "Separate Ways"
- "Shake a Hand"
- "Shake, Rattle and Roll"
- "Shake That Tambourine"
- "She's a Machine"
- "She's Not You"
- "She Thinks I Still Care"
- "She Wears My Ring"
- "Shoppin' Around"
- "Shout It Out"
- "Show Me Thy Ways O Lord"
- "Silent Night"
- "Silver Bells"
- "Singing Tree"
- "Sing You Children"
- "Signs of the Zodiac"
- "Sixteen Tons"
- "Slicin' Sand"
- "Slowly But Surely"
- "Smokey Mountain Boy"
- "Smorgasbord"
- "Snowbird"
- "So Close, Yet So Far (From Paradise)"
- "Softly and Tenderly"
- "Softly as I Leave You"
- "So Glad You're Mine"
- "So High"
- "Soldier Boy"
- "Solitaire"
- "Somebody Bigger than You and I"
- "Something"
- "Something Blue"
- "Song of the Shrimp"
- "Sound Advice"
- "Spanish Eyes"
- "Speedway"
- "Spinout"
- "Spring Fever"
- "Stagger Lee"
- "Stand by Me"
- "Starting Today"
- "Startin' Tonight"
- "Stay Away"
- "Stay Away Joe"
- "Steadfast Loyal and True"
- "Steamroller Blues"
- "Steppin' Out of Line"
- "Stop Look and Listen"
- "Stop Where You Are"
- "Stranger in My Own Home Town"
- "Stranger in the Crowd"
- "Stuck on You"
- "Such a Night"
- "(Such an) Easy Question"
- "Summer Kisses Winter Tears"
- "Summertime Has Passed And Gone"
- "Suppose"
- "Surrender"
- "Susan When She Tried"
- "Susie Q"
- "Suspicion"
- "Suspicious Minds"
- "Sweet Angeline"
- "Sweet Caroline"
- "Sweetheart You Done Me Wrong"
- "Sweet Leilani"
- "Sweet Inspirations"
- "Sweet Spirit"
- "Swing Down Sweet Chariot"
- "Sylvia"

## T
- "Take Good Care of Her"
- "Take Me to the Fair"
- "Take My Hand Precious Lord"
- "Take These Chains from My Heart"
- "Talk About the Good Times"
- "Teardrops"
- "Tell Me Why"
- "Tender Feeling"
- "Tennessee Waltz"
- "Thanks to the Rolling Sea"
- "That's All Right"
- "That's My Desire"
- "That's Someone You Never Forget"
- "(That's What You Get) For Lovin' Me"
- "That's When Your Heartaches Begin"
- "The Bullfighter Was a Lady"
- "The Eyes of Texas"
- "The Fair's Moving On"
- "The First Noel"
- "The First Time Ever I Saw Your Face"
- "The Fool"
- "The Girl I Never Loved"
- "The Girl of My Best Friend"
- "The Impossible Dream"
- "The Lady Loves Me"
- "The Last Farewell"
- "The Lighthouse"
- "The Lord's Prayer"
- "The Love Machine"
- "The Meanest Girl in Town"
- "The Next Step Is Love"
- "The Titles Will Tell"
- "There Ain't Nothing Like a Song"
- "There Goes My Everything"
- "There Is No God But God"
- "There Is So Much World to See"
- "There's a Brand New Day On the Horizon"
- "There's a Honky Tonk Angel (Who'll Take Me Back In)"
- "There's Always Me"
- "There's Gold in the Mountains"
- "There's No Place Like Home"
- "There's No Tomorrow"
- "The Robin"
- "The Sound of Your Cry"
- "The Twelfth of Never"
- "The Walls Have Ears"
- "The Whiffenpoof Song"
- "The Wonderful World of Christmas"
- "The Wonder of You"
- "They Remind Me Too Much of You"
- "Thinking About You"
- "This Is Living"
- "This Is My Heaven"
- "This Is Our Dance"
- "This Is the Story"
- "This Time /I Can't Stop Loving You"
- "Three Corn Patches"
- "Thrill of Your Love"
- "Tiger Man"
- "Today, Tomorrow and Forever"
- "Tomorrow Is a Long Time"
- "Tomorrow Never Comes"
- "Tomorrow Night"
- "Tonight Is So Right for Love"
- "Tonight's All Right for Love"
- "Too Much"
- "Too Much Monkey Business"
- "Treat Me Nice"
- "Trouble"
- "T-R-O-U-B-L-E"
- "True Love"
- "True Love Travels on a Gravel Road"
- "Tryin' to Get to You"
- "Tumblin' Tumbleweeds"
- "Turn Around, Look at Me"
- "Turn Your Eyes upon Jesus/ Nearer, My God, to Thee"
- "Tutti Frutti"
- "Tweedle Dee"
- "Twenty Days and Twenty Nights"

## U
- "Unchained Melody"
- "Until It's Time for You to Go"
- "Up Above My Head"
- "U.S. Male"

## V
- "Vino, Dinero y Amor"
- "Violet"
- "Viva Las Vegas"

## W
- "Walk a Mile in My Shoes"
- "Way Down"
- "Wearin' That Loved-on Look"
- "Wear My Ring Around Your Neck"
- "We Call On Him"
- "We Can Make the Morning"
- "Welcome to My World"
- "We'll Be Together"
- "We're Coming in Loaded"
- "We're Gonna Move"
- "Western Union"
- "What a Wonderful Life"
- "What'd I Say"
- "What Every Woman Lives For"
- "What Now My Love"
- "What Now What Next Where To"
- "What's She Really Like"
- "Wheels on My Heels"
- "When God Dips His Love in My Heart"
- "When I'm Over You"
- "When It Rains, It Really Pours"
- "When My Blue Moon Turns to Gold Again"
- "When the Saints Go Marching In"
- "When the Snow Is on the Roses"
- "When the Swallows Come Back to Capistrano"
- "Where Could I Go But to the Lord"
- "Where Did They Go Lord"
- "Where Do I Go From Here"
- "Where Do You Come From"
- "Where No One Stands Alone"
- "White Christmas"
- "Who Am I?"
- "Who Are You (Who Am I?)"
- "Whole Lotta Shakin' Goin' On"
- "Who Needs Money"
- "Who's Sorry Now"
- "Why Me Lord"
- "Wild in the Country"
- "Winter Wonderland"
- "Wisdom of the Ages"
- "Witchcraft" (Duett med Frank Sinatra 1960)
- "Witchcraft"
- "Without a Song"
- "Without Him"
- "Without Love (There Is Nothing)"
- "Wolf Call"
- "Woman Without Love"
- "Wonderful World"
- "Wooden Heart"
- "Words"
- "Working on the Building"
- "Write to Me from Naples

## Y
- "Yellow Rose of Texas"
- "Yesterday"
- "Yippie ya yo ya yeah"
- "Yoga Is as Yoga Does"
- "You Asked Me To"
- "You Belong to My Heart"
- "You Better Run"
- "You Can Have Her"
- "You Can't Say No in Acapulco"
- "You Don't Have to Say You Love Me"
- "You Don't Know Me"
- "You Gave Me a Mountain"
- "You Gotta Stop"
- "You'll Be Gone"
- "You'll Never Walk Alone"
- "You'll Think of Me"
- "Young and Beautiful"
- "Young Dreams"
- "Young Love"
- "Your Cheatin' Heart"
- "Your Groovy Self"
- "Your Mama Don't Dance"
- "You're a Heartbreaker"
- "You're All I Want for Christmas"
- "You're the Boss"
- "(You're the) Devil in Disguise"
- "You're the Only Star in My Blue Heaven"
- "You're the Reason I'm Living"
- "Your Life Has Just Begun"
- "Your Love's Been a Long Time Coming"
- "Your Time Hasn't Come Yet Baby"
- "You've Lost That Lovin' Feelin'